# Strijkkwartet nr. 2 (Dvořák)
Het Strijkkwartet nr. 2 in Bes groot is een compositie van de Tsjechische componist Antonín Dvořák. Hij schreef het werk vermoedelijk in 1868 en 1889.

## Ontstaan
Dit is een van de vele werken die Dvořák in de moeizame vroege fase van zijn carrière heeft vernietigd. De autograaf ontbreekt maar de afzonderlijke partijen zijn opgedoken (uit het archief van het conservatorium te Praag) en zo kon dit kwartet in 1962 worden gepubliceerd nadat het werk weer "in elkaar geschoven" was.
Waarschijnlijk stamt het stuk uit rond 1868, toen Dvořák als altist in het theater musiceerde onder Smetana, die vanaf 1866 geëngageerd de Neudeutsche Schule bevorderde. Toch doet veel nog denken aan Schubert en de finale bevat een verwijzing naar de bruiloftsmars van Mendelssohn (feestje in de kring van Dvořák?)
Dit kwartet in Bes staat evenals het 3e in D en het 4e in e onder invloed van Wagner. Er is een totale breuk met de nog klassieke stijl van het 1e kwartet. Dvořák deed hier pogingen om opvattingen van Wagner binnen het raam van de kamermuziek te realiseren: de verworvenheden van Wagner in met name de “kunst van de overgang” leidden in de opvatting van Dvořák tot een muziek waarbij het onderscheid vervaagt tussen de delen, tussen de secties van de delen en tussen de thematische en harmonische contrasten. Geen van de delen heeft duidelijk afzonderlijke thema’s. Wel lijkt alles uit te gaan van hetzelfde basismateriaal.
Eind jaren ’50 deed Dvořák zeer bescheiden zijn intrede in het Praagse muziekleven, dat gedomineerd werd door Liszt en Wagner en hun Neudeutsche Schule. Kamermuziek passend bij deze stroming was (en is) niet voor de hand liggend. In de kamermuziekpraktijk greep men terug op de oude kamermuziek zoals die van Schumann. Het is dan ook niet verwonderlijk dat Dvořák in zijn  eerste strijkkwartet aansluiting zocht bij de bestaande vroeg-romantische traditie, met name bij Schubert.
Dit was de tijd van het opkomend Tsjechisch nationalisme, wat zich uitte in een druk verenigingsleven. Dvořák werd ook lid (uiteindelijk zelfs voorzitter) van een Umelecka (kunstenaarsvereniging). Hierin was Smetana zeer gezaghebbend. Dvořák speelde bijvoorbeeld in de première van verscheidene opera’s van Smetana. Dvořák componeerde zelf ook in de heersende stijl. Dit leverde breed opgezette, sterk door m.n. Wagner beïnvloedde, opera’s (Alfred) en symfonieën op. Uiteraard probeerde Dvořák ook ten aanzien van de kamermuziek een voet aan de grond te krijgen. Hij probeerde de ideeën over de opbouw van een stuk van Liszt te verenigen met de opvattingen van Wagner over de harmonie.

## Delen
1. Allegro ma non troppo
2. Largo
3. Allegro con brio
4. Finale: Andante – Allegro giusto - Allegro con fuoco

## Betekenis
Mathias Walz zegt dat dit kwartet mogelijk toch meer een vingeroefening van Dvořák voor zijn opera’s is dan een bijdrage apart aan de strijkkwartetliteratuur. Dvořák lijkt ook nooit uitvoering te hebben overwogen. Het strijkkwartet komt (dan ook) vrijwel niet voor in het reguliere concertprogramma maar is wel onderdeel van complete opnamen (bijvoorbeeld van het Prager Streichquartett en het Stamitz Quartet)
- Library of Congress Control Number: no92005631
- MusicBrainz work: 2c428fc7-a533-4292-80c5-73c2565180d5
- Virtual International Authority File: 178819543

nr. 1 A · nr. 2 B · nr. 3 D · nr. 4 e · nr. 5 f · nr. 6 a · nr. 7 a · nr. 8 E · nr. 9 d · nr. 10 Es · nr. 11 C · nr. 12 F (Amerikaans) · nr. 13 G · nr. 14 As · Cipressen